# The Letter for the King (televisieserie)
The Letter for the King is een televisieserie geïnspireerd op de klassieke Nederlandse jeugdroman De brief voor de koning van Tonke Dragt. De serie bestaat uit zes afleveringen en ging op 20 maart 2020 op Netflix in première.

## Verhaal
Een jonge aspirant-ridder Tiuri (Amir Wilson) gaat op een gevaarlijke missie om een geheime brief te bezorgen aan de koning.

## Rolverdeling
- Amir Wilson als Tiuri
- Ruby Ashbourne Serkis als Lavinia[1]
- Thaddea Graham als Iona
- Islam Bouakkaz als Arman
- Jonah Lees als Jussipo
- Jack Barton als Foldo
- Nathanael Saleh als Piak
- Gijs Blom als Prins Viridian
- Emilie Cocquerel als Koningin Alianor
- Kemi-Bo Jacobs als Darya
- David Wenham als Sir Tiuri
- Omid Djalili als Sir Fantumar
- Peter Ferdinando als Jaro
- Ken Nwosu as Ristridin
- Yorick van Wageningen als Koning Favian
- Jakob Oftebro als Prins Iridian
- Tawfeek Barhom als Jabot
- Jóhannes Haukur Jóhannesson als Bors
- Ben Chaplin als De Zwarte Ridder
- Fionn O'Shea als Tristan
- Andy Serkis als Burgemeester van Mistrinaut
- David Wilmot als Slupor
- Harry Lawtey als Maurice

## Geschiedenis
In juli 2018 werd aangekondigd dat Netflix opdracht had gegeven voor een serie had op basis van Tonke Dragts jeugdroman De brief voor de koning met Will Davies als schrijver en uitvoerend producent. Dit was de eerste Netflix-verfilming van een Nederlands boek. De serie zou echter in het Engels worden geproduceerd en de titel hebben van de Engelse vertaling van Dragts roman die in 2014 was uitgekomen. FilmWave verwierf de internationale rechten in een overeenkomst met uitgever Leopold. De cast werd in december 2018 aangekondigd met Amir Wilson in de hoofdrol als Tiuri. De opnames vonden plaats in Nieuw-Zeeland en Praag.

## Ontvangst
In de Nederlandse pers was waardering voor cameravoering, production design en de prestatie van de acteurs. Men zag invloeden van de ook in Nieuw-Zeeland opgenomen Lord of the Rings-cyclus en vooral van Game of Thrones. Minder waardering was er voor het scenario en de manier waarop de roman was bewerkt tot serie.